# Клуейн (озеро)
Клуейн (англ. Kluane Lake) — прісноводне озеро на північному заході Північної Америки.
Озеро розташоване на канадській території Юкон. Знаходиться неподалік від кордону з американським штатом Аляска. Висота над рівнем моря 781 метр. Площа озера становить 409 км². Сток з північно-західного кута озера по однойменній річці, далі по річках Донджек, Вайт-Рівер, Юкон в Берингове море. Уздовж усього західного узбережжя озера йде аляскинська траса. Також на західному березі розташовані населені пункти Бервош-Лендінг і Дестракшен-Бей.
На південному заході до озера примикає національний парк Клуейн площею 22 тис. км², на території якого знаходиться гора Лоґан, найвища вершина Канади, а також кілька льодовиків, що живлять озеро.
Щорічно протягом 7 місяців озеро скуте льодом.

## Панорама

Панорама озера